# Рудольф Блом
Рудольф Блом (нім. Rudolf Blohm; 2 вересня 1885, Гамбург — 7 жовтня 1979, Гамбург) — німецький підприємець, керівник фірми Blohm & Voss. Кавалер Лицарського хреста Хреста Воєнних заслуг з мечами.

## Біографія
В 1917 році разом із батьком Германом Бломом став співзасновником гамбурзької Німецької вітчизняної партії. В кінці 1918 року разом з братом Вальтером очолив верф. 11 жовтня 1931 року взяв участь в гамбурзьку конференції «Національної опозиції» проти Веймарської республіки. В 1933 році очолив асоціацію роботодавців Gesamtmetall, яка в тому ж році розпалась і стала частиною Німецького робітничого фронту. Блом очолив спеціалізований відділ НРФ з чавуну і металу. З весни 1942 по літо 1943 року — державний радник і керівник головного суднобудівельного комітету, цивільного органу, який координував роботу верфей за наказом крігсмаріне від імені Імперського міністерства озброєнь та боєприпасів. В 1945-54 роках активно боровся проти демонтажу верфі за наказом британської окупаційної влади. Блом сховав частину обладнання в Гамбурзі і викрав багато списків демонтажу, за що він і ще 5 осіб були засуджені до тюремного ув'язнення. В 1954 році разом із партнером Phoenix Rheinrohr AG знову почав активно розширювати свою верф. В 1966 році вийшов на пенсію.

## Нагороди
- Хрест Воєнних заслуг 2-го і 1-го класу з мечами
- Лицарський хрест Хреста Воєнних заслуг з мечами (1 березня 1945)[2]
- Медаль Кармарша (1955)